# Westelijke Liang (16 Koninkrijken)
Westelijke Liang (400-421) was een Chinese dynastie die regeerde over een deel van Noord-China tijdens de periode van de Zestien Koninkrijken (304-439). Toen was dat gebied verdeeld in staten die voor het merendeel door niet-Chinese ruiternomaden waren gevormd. Westelijke Liang vormde hierop een uitzondering, maar werd door Cui Hong (478-525) in zijn Lente- en herfstannalen van de Zestien Koninkrijken desondanks gerekend tot de Zestien Koninkrijken.

## Samenvattend overzicht
Westelijke Liang werd in 400 gesticht door de Han-Chinees Li Gao 李暠, 351-417), toen hij zich losmaakte van het gezag van Noordelijke Liang (398-439) door de titel "Hertog van Liang" (涼公, Liang gong) aan te nemen. Hij bleef de suzereiniteit van de keizer van de (Oostelijke) Jin-dynastie (317-420) erkennen. Het wilde zo Liang onder zijn gezag verenigen naar het voorbeeld van Vroegere Liang (314-376). 
Westelijke Liang omvatte het westelijk deel van de huidige provincie Gansu, het zuidwestelijk deel van Binnen-Mongolië en delen van Xinjiang. De hoofdstad was Dunhuang (敦煌) en werd in 405 verplaatst naar Jiuquan (酒泉). Li Gao stimuleerde landbouw en de handel met de oase-staten in het Tarimbekken en vestigde een school voor het opleiden van regeringsfunctionarissen. Een langdurige oorlog met de Noordelijke Liang eindigde in 421 toen Westelijke Liang door hen werd veroverd. 
Hoewel de staat zelf maar 21 jaar heeft bestaan verkregen veel nakomelingen van Li Gao hoge ambtelijke functies onder de opvolgende dynastieën van de Noordelijke Wei (386-534), Westelijke Wei (534-557), Noordelijke Zhou (557-581) en Sui (581-618). Een van hen, Li Yuan (566-635) was in 618 de stichter van de Tang-dynastie (618-907).

## Politieke geschiedenis

### Vestiging
Li Gao werd in 351 geboren in Didao 狄道 in Longxi 隴西 (Lintao 临洮 in de huidige prefectuur Dingxi in de provincie Gansu). Hij was de postume zoon van Li Chang (李昶, 333-351), die een afstammeling in de 16e generatie zou zijn van Li Guang (李廣, 184–119 v.Chr.), een generaal uit de Westelijke Han-dynastie (206 v.Chr.-9 na Chr.).
In 398 riep Duan Ye (段業, †401) de onafhankelijkheid uit van Noordelijke Liang (398-439/460). Hij was tot dat moment namens Latere Liang (386-403) gouverneur van het district Jiankang (建康, het huidige Zhangye, Gansu). Meng Min (孟敏), de prefect van Dunhuang (Gansu) droeg zijn gebied over aan Noordelijke Liang. Hij werd hiervoor door Duan Ye benoemd tot gouverneur van Shazhou (沙州刺史, Shazhou cishi). Duan Ye benoemde verder Li Gao tot districtsmagistraat van Xiaogu (效穀, het huidige westelijk deel van Guazhou 瓜州, Jiuquan in Gansu). Toen Meng Min reeds in 399 overleed werd Li Gao, op voordracht van twee notabelen van Dunhuang, Suo Xiang (索仙, vice-gouverneur van Shazhou) en Guo Qian (郭謙, vice-commandant van Dunhuang) en gesteund door zijn (op dat moment aanwezige) halfbroer Song Yao (宋繇, 361-na 432) aangewezen als prefect van Dunhuang. Duan Ye accepteerde dit in eerste instantie, maar werd door generaal Suo Si (索嗣) gewaarschuwd voor eventuele ambities van Li Gao. Suo Si (索嗣) werd tot prefect van Dunhuang benoemd. Li Gao versloeg hem bij zijn aankomst en Suo Si vluchtte terug naar Jiankang. Li Gao eiste van Duan Ye dat Suo Si wegens zijn beledigende waarschuwingen zou moeten worden geëxecuteerd. Duan Ye voldeed aan zijn eis. Later in 400 maakten, op aandringen van Tang Yao (唐瑤), prefect van Jinchang zes districten rond Dunhuang zich los van Noordelijke Liang en kozen Li Gao als hun leider. Hij aanvaardde die positie, nam de titel Liang Gong (凉公, "Hertog van Liang") aan en vormde zo de staat Westelijke Liang.

### Li Gao (400-417)

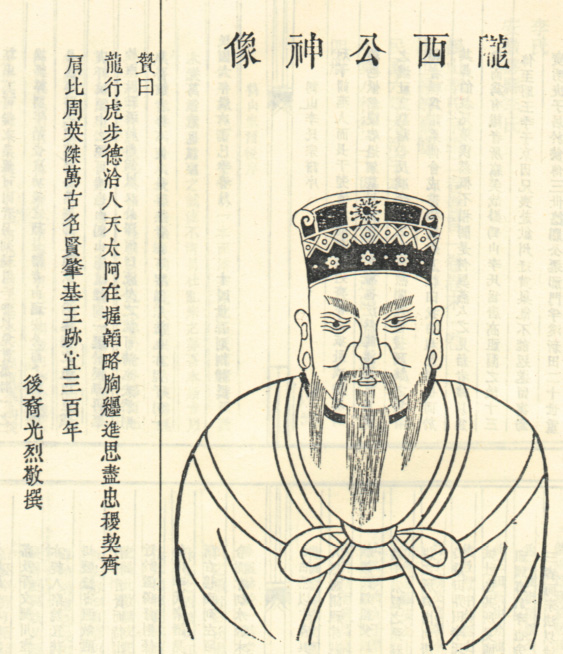
Li Gao (李暠, 351-417).

Li Gao vestigde zich in Dunhuang. Zijn vader kreeg van hem de postume titel "Koning Jian" (簡王). Li Gao koos niet voor een eigen jaartitel en ook niet voor het volgen van de kalender van de Jin-dynastie. Tot en met 404 werden gebeurtenissen gedateerd volgens de zestigjarige cyclus van de Chinese dierenriem. Pas in 405 koos hij voor een eigen jaartitel.
Westelijke Liang was op dat moment beperkt van omvang. Li Gao wilde zijn rijk uiteindelijk dezelfde omvang en status geven als Vroegere Liang (314-376)). Hiervoor moest Noordelijke Liang worden verslagen. Om zich daarop voor te bereiden koos hij eerst voor een uitbreiding naar het westen. Dankzij de steun van de plaatselijke Han-aristocratie kon hij zijn grondgebied naar het westen toe vergroten tot aan de Yangguan-pas (陽關). In 401 sloten ook Jiuquan en Liangning (涼寧, noordwestelijk van de huidige stad Yumen) zich bij hem aan. Ter voorbereiding op de campagne in het oosten werd ook de economie versterkt. De landbouw werd bevorderd door de vestiging van militaire boerderijen, de zijdeteelt en de handel met de oase-staten werden gestimuleerd en tussen 403 en 405 werd in Dunhuang een confucianistische opleidingsschool voor ambtenaren gevestigd.
In 405 werd de hoofdstad verplaatst naar Jiuquan, dichter bij de grens met Noordelijke Liang. Tevens stuurde hij Huang Shi (黃始) en Liang Xingjian (梁興間) als gezanten naar Jiankang, de hoofdstad van de Oostelijke Jin met het verzoek hem te erkennen als vazal. Toen daarop geen reactie kwam stuurde hij in 408 een tweede gezantschap, nu onder leiding van de monnik Faquan (法泉), maar formele erkenning volgde pas in 418, toen zijn opvolger Li Xin de titel Liang gong (涼公, "Hertog van Liang") van Jin ontving.

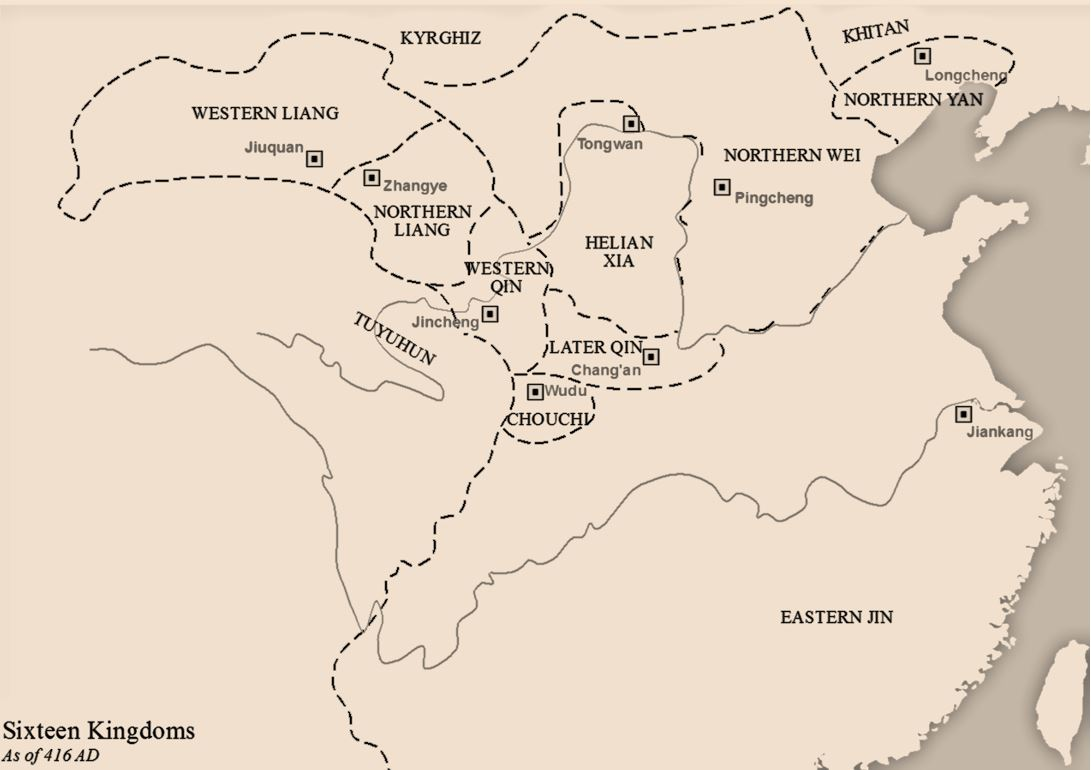
Positie van Westelijke en Noordelijke Liang in 416.

In 406 viel Juqu Mengxun (沮渠蒙遜, r.401-433), heerser van Noordelijke Liang Li Gao aan. Die leed een nederlaag en trok zich terug in zijn hoofdstad Jiuquan. Juqu Mengxun trok daarop ook zijn eigen legers terug. In 410 viel Noordelijke Liang opnieuw aan. Li Gao stuurde zijn zoon, kroonprins Li Xin (李歆, †420) om de aanval af te slaan. Dit mislukte en Li Gao moest zijn gevangen genomen generaal Zhu Yuanhu (朱元虎) met goud en zilver vrijkopen. In 411 volgde een nieuwe aanval, nu onder leiding van de Noordelijke Liang-generaal Juqu Bainian (沮渠萬年, †452). Toen zijn leger zich door voedselgebrek moest terugtrekken, werden zij op hun beurt aangevallen en verslagen door Westelijke Liang.

### Annexatie door Noordelijke Liang (421)
In 417 overleed Li Gao en werd opgevolgd door zijn zoon Li Xin. Hij gaf zijn vader de postume naam "koning Zhaowu van Liang" (涼昭武王, Liang Zhaowu wang) en zijn moeder ontving de titel "koningin-weduwe Yin" (尹太后, Yin taihou). Hij benoemde zijn oom Song Yao tot Wuwei jiangjun (為武衛將, "Wuwei generaal"), Guangxia taishou (廣夏太守, "Gouverneur van Guangxia"), Junzi jijiu (軍諮祭酒, "militair adviseur") en lusan fushi (錄三府事, "Optekenaar bij drie ministeries"). In 418 ontving Li Xin van de Jin-keizer als antwoord op het verzoek van zijn vader om erkend te worden als vazal, de titel Liang gong (涼公, "Hertog van Liang"). Volgens de bronnen zou Li Xin verder strenge straffen hebben ingevoerd en een uitvoerig en kostbaar bouwprogramma zijn begonnen. 
In 417 probeerde Juqu Mengxun van Noordelijke Liang om Li Xin in een hinderlaag te lokken. Juqu Guangzong (沮渠廣宗), de gouverneur van Zhangye, de hoofdstad van Noordelijke Liang, deed net of hij wilde overlopen naar Westelijke Liang en verzocht Li Xin om hem te komen ontzetten. Toen Li Xin realiseerde dat het om een hinderlaag ging, keerde hij terug. Hij werd onderweg aangevallen door Juqu Mengxun, maar wist hem te verslaan. Het jaar daarop viel Juqu Mengxun opnieuw aan, maar omdat het niet tot een veldslag kwam trok hij zich weer terug.

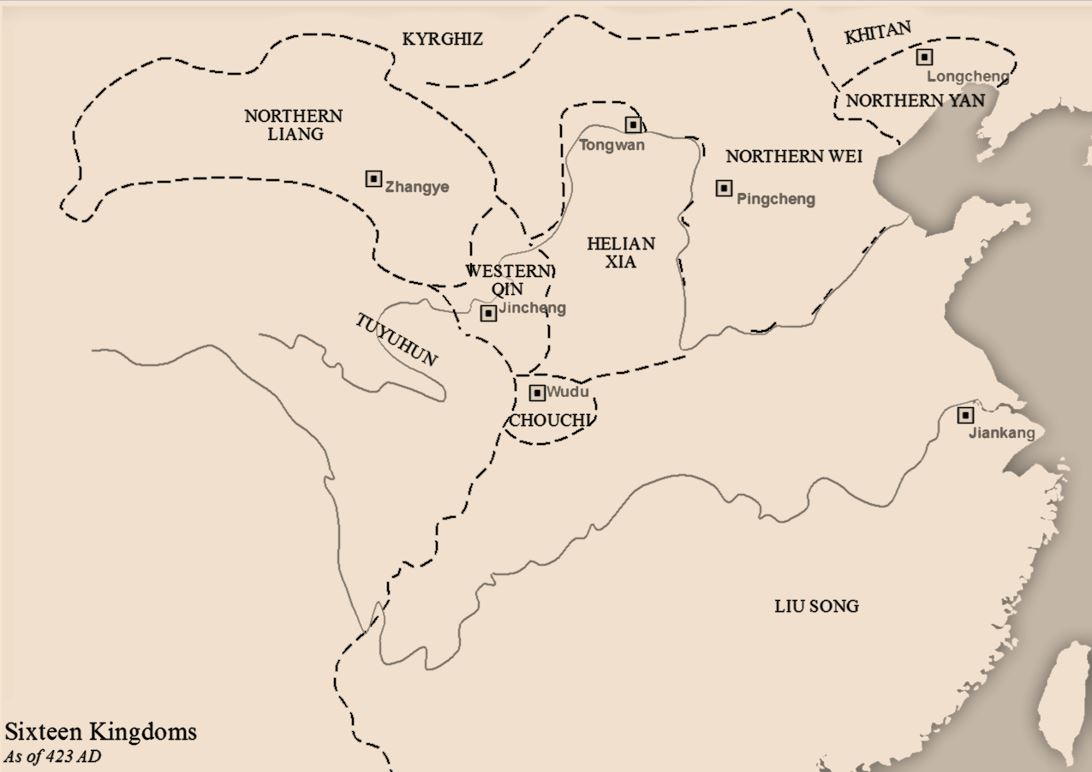
Noord-China in 423, na de annexatie van Westelijke Liang door Noordelijke Liang.

In 420 zette Juqu Mengxun een nieuwe hinderlaag op. Hij deed net of hij Haomen (浩亹 het huidige Haidong in Qinghai) wilde innemen. Die stad lag in de staat Westelijke Qin. In plaats van aan te vallen, stelde hij zijn legers echter verdekt op in de buurt van zijn hoofdstad Zhangye. Li Xin, van mening dat de hoofdstad nauwelijks nog verdedigd werd, besloot tot een aanval. Hij werd verslagen door Juqu Mengxun, maar in plaats van veilig terug te keren naar zijn eigen hoofdstad viel Li Xin opnieuw aan. Hij werd nogmaals verslagen en verloor daarbij zelfs zijn leven. Het is onduidelijk of Li Xin sneuvelde of door Juqu Mengxun ter dood werd gebracht. 
Juqu Mengxun trok na zijn overwinning door naar Jiuquan, de hoofdstad van Westelijke Liang en wist de stad in te nemen. Leden van de Li-clan waren al voor de inname naar Dunhuang gevlucht. Daar was Li Xu, een broer van Li Xin gouverneur. Hij nam in de winter van 420 de titels Liangzhou cishi (涼州刺史, "gouverneur van de provincie Liang") en guanjun jiangjun (冠軍將軍, "Kampioen generaal") aan. Hoewel zijn rijk niet meer dan Dunhuang omvatte nam hij toch een nieuwe jaartitel aan, Yongjian (永建). Tijdens de belegering van de stad leidde in 421 het leger van de Noordelijke Liang water naar Dunhuang om zo de stad te laten overstromen. Een verzoek van Li Xu tot overgave werd afgewezen. Toen zijn ondergeschikten zich daarop overgaven en de poorten van de stad openden, pleegde Li Xu zelfmoord. Westelijke Liang hield zo op te bestaan.

## Overzicht van de heersers van Westelijke Liang
- 400 Hertog van Liang: Li Gao (zelf geproclameerd), Li Xin (418 titel ontvangen van Jin)
- 420 Gouverneur van de provincie Liang: Li Xu
- 421 geannexeerd door Noordelijke Liang

| Persoonsnaam            | Regeer-periode | Postume naam | Tempelnaam             | Jaartitel(s) |
| ----------------------- | -------------- | --- | ---------------------- | --- |
| Li Gao (李暠) (351-417) | 400-417        | (Xi Liang) Zhaowu wang (西涼昭武王 koning Zhaowu van (Westelijke) Liang / in 743 Xingsheng huangdi (興聖皇帝), keizer Xingsheng | (Liang) Taizu (涼太祖) | - 400-404 werd gedateerd volgens de jaren van de zestigjarige cyclus van de Chinese dierenriem: - 庚子 gengzi 37e jaar, 400 - 辛丑 xinchou 38e jaar, 401 - 壬寅 renyin 39e jaar, 402 - 癸卯 guimao 40e jaar, 403 - 甲辰 jiachen 41e jaar, 404 - Jianchu (建初), 405-416 |
| Li Xin (李歆) (†420)    | 417-420        | (Xi Liang) Houzhu (西涼後主), Laatste heerser / Liang gong ((涼公) hertog van Liang                                             | -                      | - Jiaxing (嘉興), 417-419 |
| Li Xu (李恂) (†421)     | 420-421        | Guanju hou (冠軍侯), markies (hou) van Guanjun! of 冠軍將軍 guanjun jiangjun, kampioen generaal                                 | -                      | - Yongjian (永建), 420-421 |

## Historiografische bronnen
De belangrijkste Chinese historiografische bronnen voor Xia zijn:
- Lente- en herfstannalen van de Zestien Koninkrijken (oorspronkelijk uit 528):
  - De verkorte reconstructie uit 938: juan 8.
  - De reconstructie uit 1585 in de herziene versie uit 1781: juan 91-93.
- Boek van de Wei uit 554: juan 99.
- Boek van de Jin uit 648: juan 87.
- Zizhi tongjian (Doorlopende spiegel tot hulp bij het bestuur) uit 1084: juan 111-119.

## Geraadpleegde literatuur
- Corradini, Piero, 'The Barbarian States in North China' in: Central Asiatic Journal, 50 (2006), pp.163-232. Hier met name: pp.220.
- Declercq, Dominik, A Prince of Martial Splendour in the Sixteen Kingdoms. Li Hao (351-417), Ruler of Western Liang, Leiden/Boston (Brill) 2025, ISBN 9789004716438, 208 pp. (Sinica Leidensia, 71), passim.
- Franke, Otto, Geschichte des chinesischen Reiches. Eine Darstellung seiner Entstehung, seines Wesens und seiner Entwicklung bis zur neuesten Zeit, Berlijn (Walter de Gruyter) 2001, (oorspronkelijke uitgave 1936) ISBN 3-11-017034-5. Band 2 Der konfuzianische Staat I. Der Aufstieg zur Weltmacht. Hier met name: pp.114-115, pp.187-188.
- Holcombe, Charles, 'The Sixteen Kingdoms' in: Dien, Albert E. en N. Knapp (eds.), The Cambridge History of China, Vol. 2, The Six Dynasties, 220–589, Cambridge (Cambridge University Press) 2019, ISBN 9781107020771, pp.119-144. Hier met name: p.141.
- Xiong Cunrui, Historical Dictionary of Medieval China, Lanham MD (Scarecrow Press) 2009, ISBN 9780810860537 (Historical Dictionaries of Ancient Civilizations and Historical Eras, no.19), passim.